# بيل بيركنز (سياسي)
بيل بيركنز (بالإنجليزية: Bill Perkins)‏ هو سياسي أمريكي، ولد في 1950. حزبياً، نشط في الحزب الديمقراطي. وقد انتخب عضو مجلس ولاية نيويورك.